# .coop
.coop è un dominio di primo livello generico.
È amministrato dalla statunitense DotCooperation LLC. Il dominio è riservato alle società cooperative.